# Rookcompartiment
Een rookcompartiment of subbrandcompartiment is een besloten gedeelte van een gebouw, bestemd als maximaal verspreidingsgebied voor rook. Met de komst van bouwbesluit 2012 heten rookcompartimenten, subbrandcompartimenten. Het doel van rookcompartimentering is het maken van veilige vluchtroutes. Het Bouwbesluit eist dat een brandcompartiment altijd moet zijn opgedeeld in een of meerdere rookcompartimenten.

## Opbouw
Een rookcompartiment kan opgebouwd zijn uit een enkele (grote) ruimte of meerdere ruimtes die aan elkaar gekoppeld zijn door middel van een gang. Elke compartiment wordt begrensd door wanden en plafonds die de rook goed moeten kunnen weren. Bij deuropeningen wordt vaak gebruikgemaakt een zelfsluitende brandwerende deur. 
Rookcompartimenten liggen binnen een brandcompartiment of vallen samen met een brandcompartiment. Een brandcompartiment kan worden opgedeeld in een of meerdere rookcompartimenten. Het beste is om gebruik te maken van meer rookcompartimenten omdat rook zich sneller verspreidt dan brand. Door gebruik te maken van zelfsluitende deuren kunnen meer rookcompartimenten worden gecreëerd. In tegenstelling tot een brandcompartiment hoeft een rookcompartiment niet alle eigenschappen van een brandcompartiment te hebben, als er maar voldoende afscherming tegen de rook is.
De maximale loopafstand voor de vluchtroute vanaf het rookcompartiment en de grootte van het rookcompartiment zijn afhankelijk van een aantal factoren:
- De gebruiksfunctie
- De bezettingsgraadklasse
- De vorm en grootte van het gebouw

Tussen de rookcompartimenten onderling geldt een minimale WRD-eis (Weerstand tegen RookDoorgang) van 30 minuten.

## Normen
In Nederland is in het Bouwbesluit vastgelegd hoe groot deze rookcompartimenten dienen te zijn en welke brandwerendheid de wanden en deuren moeten hebben.